# Čaggové
Čaggové (Chaggové) jsou tanzanským etnikem žijícím zejména pod svahy Kilimandžára na území Tanzanie.

## Popis, původ a náboženství
Jsou největší etnickou skupinou v Tanzanii. Jejich původní náboženství je nazýváno rovněž chagga, nejvyšším bohem Ruwa. V průběhu 19. a 20. století se nicméně většina Chaggů přiklonila ke křesťanství, ať již římskokatolickému či k mnohým protestantským odnožím, menší počet pak k sunnitskému islámu. V tradičním náboženství hraje významnou roli i plození dětí, kdy se očekává, že (prvorozené) dítě je potomkem jediným, naopak neplodnost je považována za předzvěst konce celého rodu.
Mnohé prvky i příběhy čaggské mytologie jsou podobny biblickým příběhům (hřích a pád člověka, potopa světa aj.). Čaggové mají kmenovou a klanovou strukturu, jednotlivé klany jsou řízeny náčelníky nazývanými mangi.